# Київський індустріальний коледж
Ки́́ївський індустріа́льний ко́ледж — державний навчальний заклад І рівня акредитації, заснований у 1944 році.

## Історія коледжу
З 9 травня 1944 року (з моменту виходу першого наказу) Київський індустріальний технікум розпочав свою діяльність.
363 студенти склали перший набір 1944 року. 1 жовтня 1944 року Київський індустріальний технікум розпочав свій перший навчальний рік.
Перший випуск 1947 року склав 168 спеціалістів, 1967 р. — 382, 1977 р. — 592, 1987 р. — 525, 1997 р. — 424 спеціалісти, 2007 р. — 418 спеціалістів.

## 1944—1954 роки
За період 1944—1945 роки технікум очолювали директори: Марченко С. І., Давидов Д. С., Свитницький А. П. Перший випуск 1947 року склали 20 спеціалістів технологів і будівельників. У 1948 році було випущено 103 спеціалісти — механіки та гірняки.
У 1953—1954 рр. відкрито вечірнє відділення.

## 1955—1963 роки
З 1955 по 1963 рр. директором технікуму був Войцехівський Франц Маркович, хімік за фахом.
У цей період технікум повністю переходить у приміщення по вулиці Олегівській, 36. Починається будівництво слюсарно-механічних майстерень, обладнуються лабораторії технології силікатів, аналітичної хімії, технології металів, створено кабінети фізики, креслення, техніки безпеки, історії, політекономії тощо. Навчання в технікумі до 1957 року платне, але студенти сироти та діти із багатодітних родин навчаються безкоштовно.
У 60-х роках у технікумі навчалися студенти із Республіки Куба.
З середини 50-х років технікум розширює мережу спеціальностей: починає готувати фахівців за такими напрямками: електрообладнання промислових матеріалів, обробка металів різанням, планування промисловості будівельних матеріалів, газопічне теплотехнічне обладнання.

## 1963—1976 роки
У цей період директором технікуму був Волинський Володимир Петрович — фронтовик, командир 8-ї Гвардійської Панфіловської дивізії, у боях був тяжко поранений. 
У 60-х роках відкривається планово-економічне відділення, спеціальності – теплотехнічне обладнання підприємств будівельних матеріалів, технологія виробів з пластмаси.
Випуск 1967 року складає 382 спеціалісти.
У 1968 році технікум відчинив свої двері для студентів-заочників.
Йде будівництво гуртожитку по вулиці Шамрила, закладається новий навчальний корпус по вулиці Новоукраїнській, 24-А. Педагогічний колектив разом із студентами відпрацював не одну сотню годин на будівництві нової матеріально-технічної бази. 9 вересня 1976 року технікум повністю переїжджає в нову будівлю, де і працює нині. 

## 1977—1985 роки
З 1977 по 1985 роки технікум очолює Смирнов Кирило Іванович. Він пройшов шлях у галузі промисловості будівельних матеріалів від робітника формотворного цеху до Генерального директора об'єднання «Київбудматеріали» Мінпромбудматеріалів УРСР.

## 1986—2009 роки
З 1986 по 1988 рік технікум очолює ТУМАНСЬКА ОЛЕНА ВАСИЛІВНА, який пропрацював у галузі промисловості будівельних матеріалів понад 30 років.
У 2004 році технікум одержав ліцензію на провадження освітньої діяльності за рівнем повної загальної середньої освіти, що дає змогу студентам отримувати, крім диплома, атестат про повну загальну середню освіту.
З 1997 р. функціонує і екстернат.
Наказом Міністерства освіти і науки України № 547 від 26.06.2007 р. Київський індустріальний технікум перейменовано у Державний вищий навчальний заклад «Київський індустріальний коледж».
З 2006 року Київський індустріальний коледж разом із Відкритим міжнародним університетом розвитку людини «Україна» за наказом Міністра освіти і науки України розпочали експеримент щодо підготовки студентів за професійно-орієнтованими програмами «коледж-університет» на здобуття кваліфікації «інженер» за замовленням підприємств.
Нині Індустріальний коледж — один із найкращих вищих навчальних закладів України, тому його директор Туманська О. В. в 2007 році обрана Головою Всеукраїнської громадської організації «Асоціація працівників вищих навчальних закладів І-ІІ рівнів акредитації».
За час свого існування навчальний заклад підготував 25 тисяч фахівців, з яких близько трьох тисяч отримали дипломи з відзнакою.

## Галузі знань, напрями підготовки і спеціальності
1. Економіка та підприємництво:
  - Маркетингова діяльність (молодший спеціаліст з маркетингової діяльності)
  - Бухгалтерський облік (бухгалтер)
  - Оціночна діяльність (молодший спеціаліст з оціночної діяльності)
2. Машинобудування та матеріалообробка. Інженерна механіка:
  - Обслуговування та ремонт обладнання підприємств будівельних матеріалів(механік)
  - Технологія обробки матеріалів на верстатах і автоматичних лініях (технік-технолог)
3. Хімічна технологія та інженерія:
  - Виробництво тугоплавких неметалевих і силікатних матеріалів і виробів (технік-технолог виробництва будівельних виробів і конструкцій)
4. Автоматика та управління. Автоматизація та комп'ютерно-інтегровані технології:
  - Монтаж, обслуговування засобів і систем автоматизації технологічного виробництва (електромеханік)
5. Мистецтво:
  - Декоративно-прикладне мистецтво (художник-виконавець художньої кераміки)
  - Образотворче мистецтво (художник-графік)